# Anbetung der Könige aus dem Morgenland (Leonardo da Vinci)

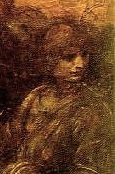
Figur am rechten unteren Bildrand: Ein mögliches Selbstporträt Leonardo da Vincis

Die Anbetung der Könige aus dem Morgenland (italienisch Adorazione dei Magi) ist ein Gemälde des italienischen Renaissancekünstlers Leonardo da Vinci (1452–1519). Das unvollendete Werk wird um 1481 datiert und befindet sich im Bestand der Uffizien in Florenz.

## Das Werk
Das Gemälde war als Altarbild für das Kloster San Donato in Scopeto vorgesehen. Die Klosteranlage befand sich in der Nähe der Stadt Florenz, vor der Porta Romana. Warum Leonardo, der 1482 von Florenz nach Mailand ging, das Bild nicht vollendet hat, ist nicht bekannt. 1496 haben die Mönche von San Donato dann Filippino Lippi den Auftrag für ein Altarbild zum selben Thema erteilt. Lippis Bild, das ebenfalls in den Uffizien aufbewahrt wird, lehnt sich in der Komposition eng an Leonardos Bilderfindung an.
Erhalten ist eine nahezu monochrome Ölzeichnung im Format 246,7 × 246,5 cm, mit teilweise detailliert ausgeführten, teilweise nur grob skizzierten Figuren, architektonischen Elementen und einigen fast vollständig ausgeführten Bäumen. Dazu kommen noch mehrere Blätter mit vorbereitenden Studien.
Die Darstellung der Anbetung der Heiligen drei Könige ist ein traditionelles Sujet der christlichen Malerei. Das Besondere an der Komposition Leonardos ist vor allem der neuartige Aufbau. Zuvor wurden die Könige und Hirten in horizontaler Aufreihung nebeneinander angeordnet. Leonardo gruppiert die Figuren um die Madonna als Mittelpunkt herum. Die scheinbare Willkür der Verteilung findet einen Ausgleich in der strengen Dreieckskomposition, in der die Hauptfiguren eingebettet sind. Gesichter und Gebärden vermitteln eindrucksvoll die Wirklichkeit des Wunders, das sich ihren Augen darbietet.
Der Leonardo-Biograph Charles Nicholl vermutet, dass sich der junge Leonardo da Vinci an der rechten unteren Bildrand des Gemäldes selbst darstellte.

Leonardos Studien zur Anbetung der Könige aus dem Morgenland
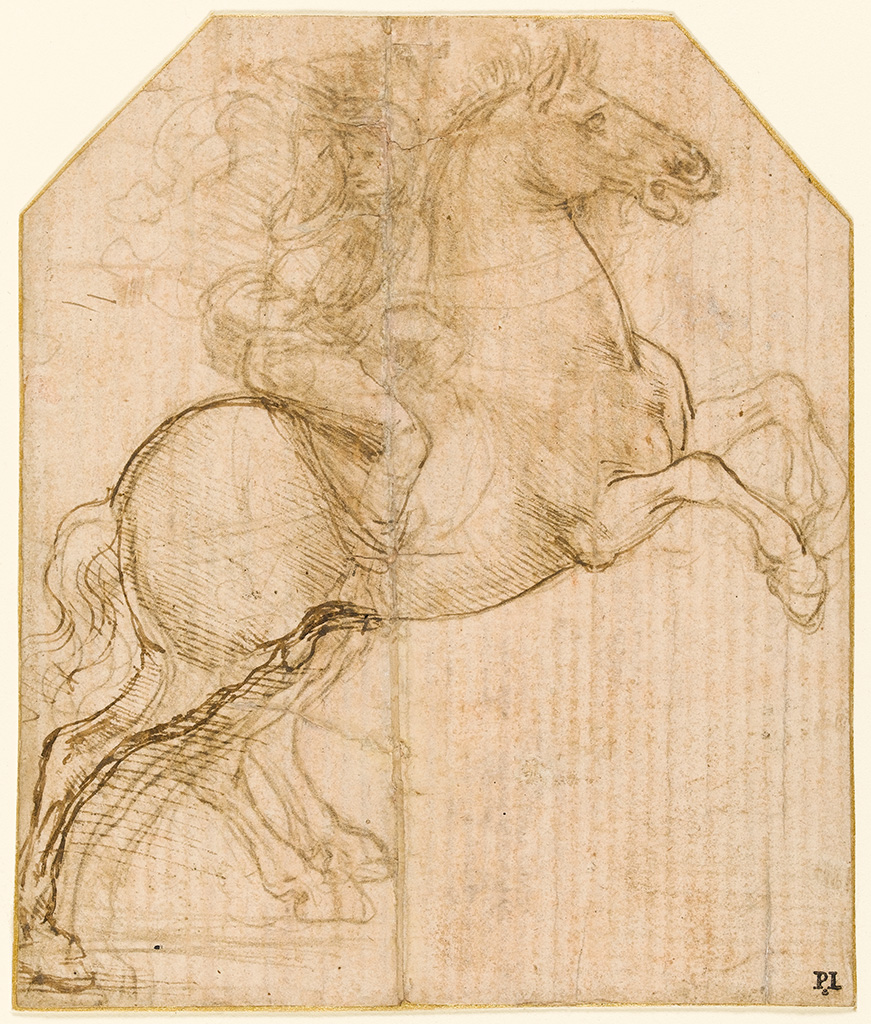
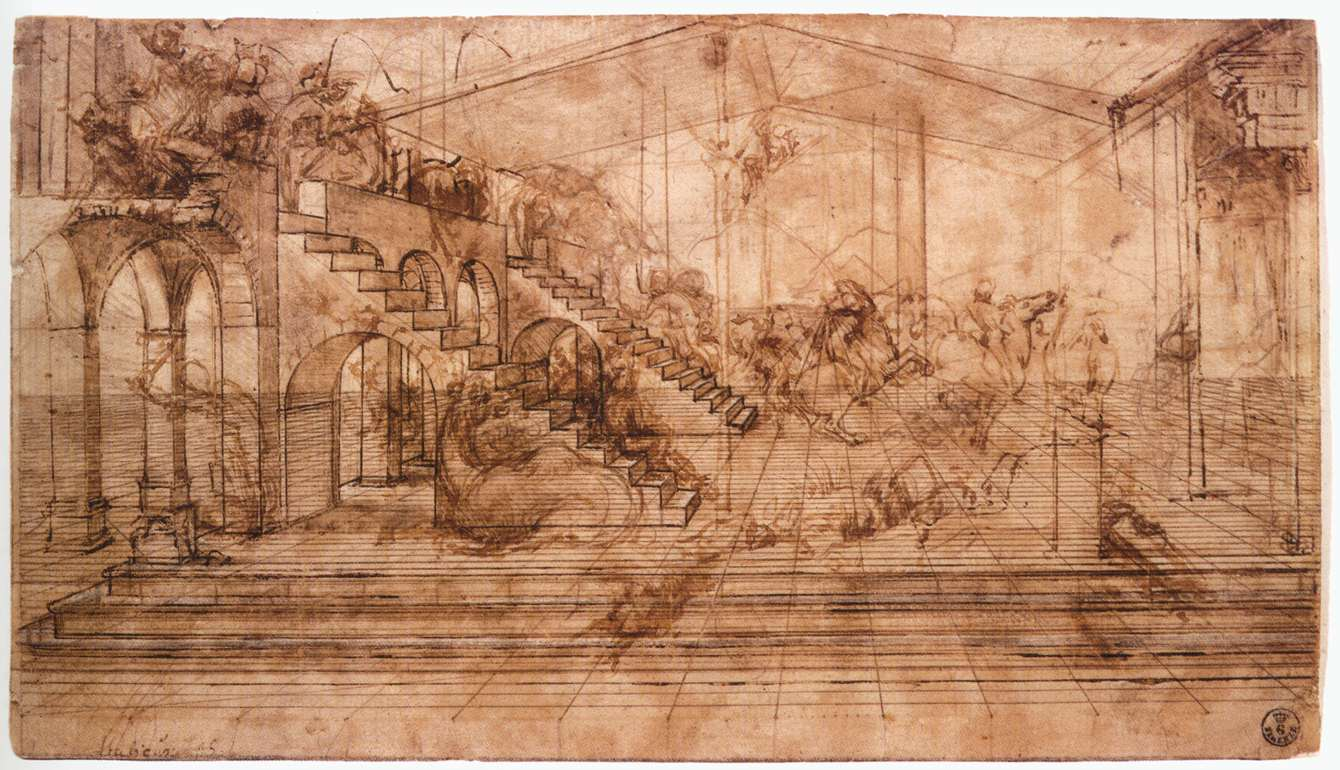
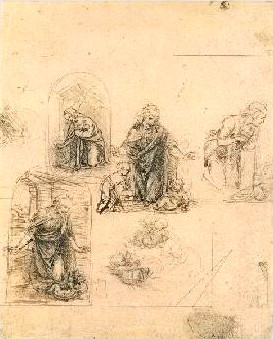